# Boeing E-3 Sentry
Боинг E-3 «Сентри» (англ. Boeing E-3 Sentry) — американский самолёт дальнего радиолокационного обнаружения (ДРЛОиУ). Первый полёт совершил 31 октября 1975 года. 
Состоит на вооружении ВВС США, Великобритании, Франции и Саудовской Аравии. 
До конца серийного производства в 1992 году построено 68 самолётов.

## История создания
В конце 1960-х годов в США была принята концепция обороны страны, согласно которой обнаружение бомбардировщиков противника должно было осуществляться на дальних подступах загоризонтными РЛС наклонно-возвратного сканирования пространства. При приближении бомбардировщиков для более точного определения их положения и оперативного наведения истребителей должны были использоваться самолёты дальнего радиолокационного обнаружения (AEW — Airborne early Warning) и самолёты обнаружения и наведения (AEW&C/AWACS, ДРЛОиУ). Позднее требования военных были расширены.
Первый прототип самолёта AWACS, созданный фирмой «Боинг» на базе планера грузового самолёта Боинг-707-320, получил обозначение EC-137D; он совершил первый полёт 5 февраля 1972 года. Всего было построено две опытные машины. 
В серию пошли самолёты E-3A, которых было заказано 34. 
В дальнейшем самолёты неоднократно модернизировались, в том числе и находящиеся в эксплуатации. Третья фаза модернизации, проводившаяся в 1990-х годах (проект Block30/35) предусматривает модернизацию оборудования и дооснащение системами, позволяющее выполнять как радиотехническую разведку (станция РТР AB/AYR-1) в пассивном режиме, так и интеграция этой станции в комплекс наведения и управления, с целью беззапросной классификации целей по характеру сигналов их источников высокочастотного излучения.
В Великобритании самолёт получил наименование «Сентри — AEW.1». Самолёты этой модификации имеют универсальную систему дозаправки в воздухе, работающую как с телескопической штангой американских авиатанкеров, так и с европейской системой «шланг-конус». Также, эта машина дооснащена станциями коротковолновой тропосферной связи и станциями радиотехнической разведки. 
Самолёты с несколько изменённым составом оборудования в варианте E-3F служат в ВВС Франции.

## Особенности конструкции
Основу комплекса АВАКС составляет мощная РЛС кругового обзора, антенна которой расположена в обтекателе, в верхней части фюзеляжа. Обтекатель 9,1 м в диаметре и 1,8 м в толщину установлен на двух опорах на высоте 4,2 м над фюзеляжем. Обтекатель наклонён вниз на 6 градусов для улучшения обтекаемости, и помимо своей основной функции также служит для отвода избыточного тепла от аппаратуры самолёта, наклон антенны от горизонта компенсируется электронным способом. Сама антенна имеет гидравлический привод. 
Подсистема обработки данных с БЦВМ 4PiCC-1 (разработки IBM) обеспечивает устойчивое сопровождение одновременно до 100 целей. Самолёты типа "бомбардировщик" обнаруживаются с расстояния 520 км, низколетящие малоразмерные цели могут быть обнаружены на дальности до 400 км, цели над горизонтом — до 650 км от самолёта.
Самолёты модификации E-3B имеют усовершенствованную РЛС AN/APY-2 с БЦВМ 4PiCC-2, новые системы кодовой цифровой связи; самолёт может работать по надводным и малоподвижным воздушным целям. 
По программе модернизации RSIP предусматривалась доработка РЛС с целью эффективного обнаружения маловысотных крылатых ракет. Заявлено, что после модернизации приёмной части локатора последний сможет обнаруживать объекты с ЭПР (эффективной площадью рассеивания сигнала) 1 м² на дальности до 425 км.
На самолёте установлено 4 турбовентиляторных двигателя TF33-P-100/100A. Двигатели имеют по 2 электрогенератора каждый, с суммарной мощностью около 1000 кВт для питания бортовой аппаратуры. Экспортные модификации самолётов оснащались двигателями CFM56-2.

## Эксплуатация

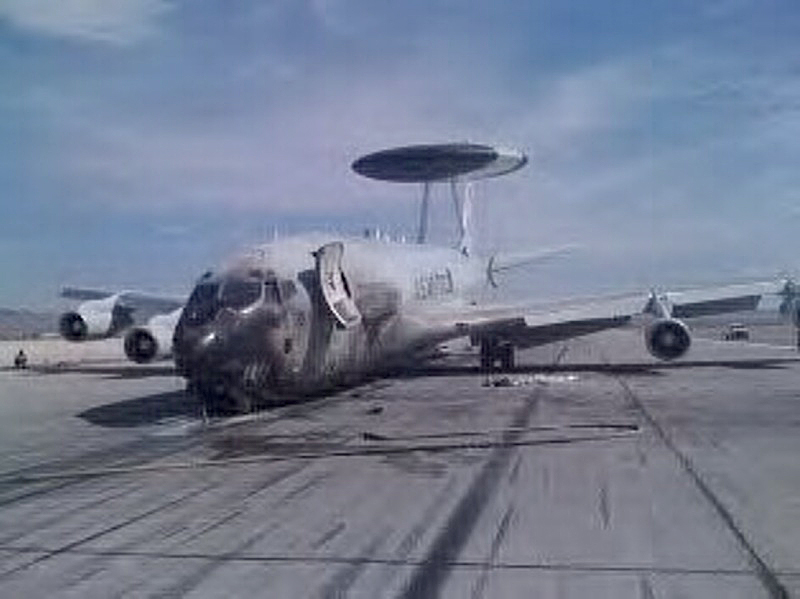
Авария E-3 AWACS на авиабазе «Неллис».

В США эксплуатируется 31 самолёт E-3C. 27 машин приписаны к авиабазе «Тинкер» в Оклахома-Сити. Четыре самолёта в Тихоокеанских ВВС США: в Анкоридже на Аляске (Объединенная база «Эльмендорф-Ричардсон») и в Кадене, префектура Окинава в Японии (авиабаза «Кадена»). Один самолёт находился в опытной эксплуатации фирмы «Боинг» (летом 2012 отправлен на утилизацию). 18 самолётов находились в распоряжении европейского командования НАТО, с дислокацией на авиабазе Гайленкирхен в Гайленкирхене, Германия, и регистрацией в Люксембурге (хотя эта страна не имеет национальных ВВС).
Великобритания эксплуатирует 7 самолётов, Франция — 4, Саудовская Аравия — 5.
За время эксплуатации потеряно три самолёта:
- 22 сентября 1995 года E-3С № 77-0354 ВВС США упал сразу после взлёта с авиабазы «Эльмендорф», штат Аляска, из-за остановки двух двигателей, погибли 24 члена экипажа.
- 14 июля 1996 года E-3A № 79-0457 НАТО, авиабаза «Превеза»[англ.] в Превезе в Греции; прерванный взлёт — самолёт выкатился за пределы аэродрома в море и разломился надвое, экипаж из 16 человек остался жив.
- 28 августа 2009 года E-3C № 83-0008 ВВС США, при посадке на авиабазе «Неллис» (округ Кларк, штат Невада), подломилась передняя стойка с последующим пожаром.
- 13 июля 2019 — возгорание одного из двигателей самолёта, вынужденная посадка в городе Линкольн (Небраска), пострадавших нет[1].

## Тактико-технические характеристики

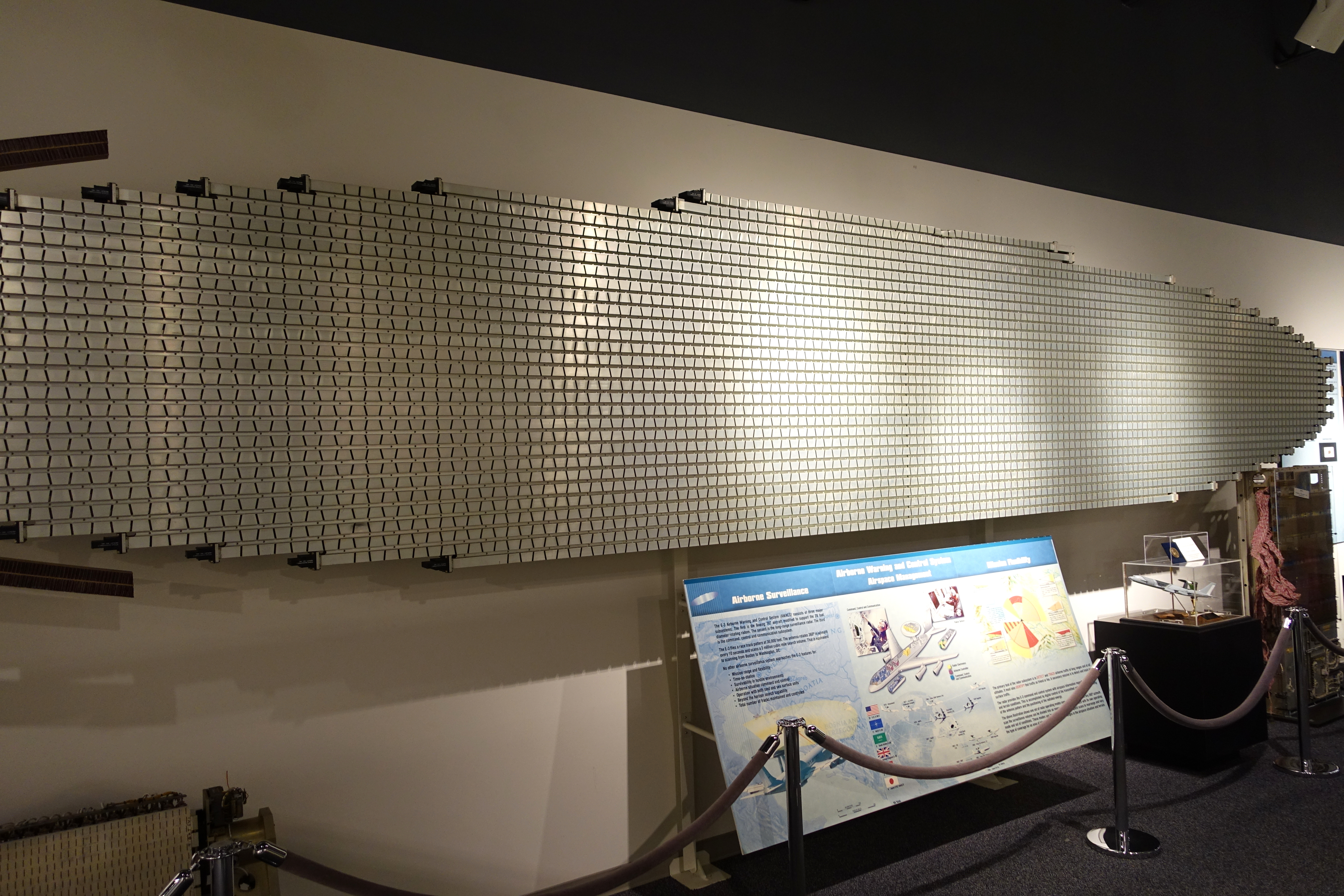
Антенная решётка AN/APY-1 в Национальном музее электроники США.

Приведённые данные соответствуют модификации E-3C.
Технические характеристики:
- Экипаж: 4 человек лётного состава и 13—19 человек в составе оперативной группы.
- Длина: 46,61 м
- Размах крыла: 44,42 м
- Высота: 12,73 м
- Площадь крыла: 283,35 м²
- Масса пустого: 78 000 кг
- Масса снаряжённого: 147 420 кг
- Масса максимальная взлётная: 160 822 кг
- Запас топлива: 90 800 л
- Двигатели: 4× ТРДД Пратт-Уитни TF33-P-100/100A
- Тяга: 4× 93,41 кН
- Обнаружение целей до 400 км (период обзора 10 с)[3]
- Крейсерская скорость: 750 км/ч

Лётные характеристики:
- Максимальная скорость: 853 км/ч
- Посадочная скорость: 230 км/ч
- Тактический радиус действия: 1612 км
- Практический потолок: более 8840 м
- длина разбега:1680 м
- длина пробега: 1100 м
- Продолжительность патрулирования на удалении 1600 км без дозаправки в воздухе: 6 ч
- Продолжительность полёта с дозаправкой в воздухе: более 11 ч

## Операторы

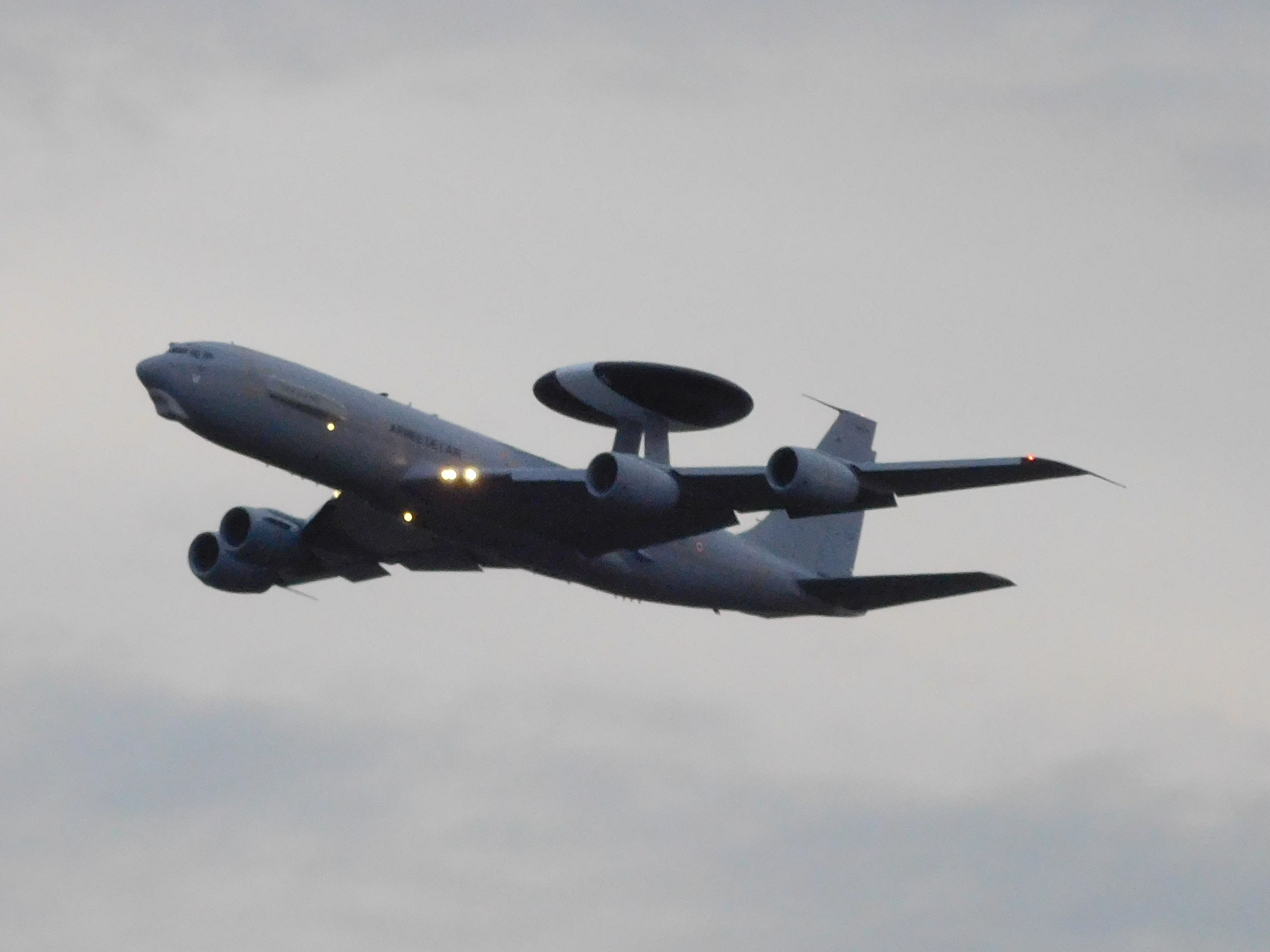
E-3F ВВС Франции

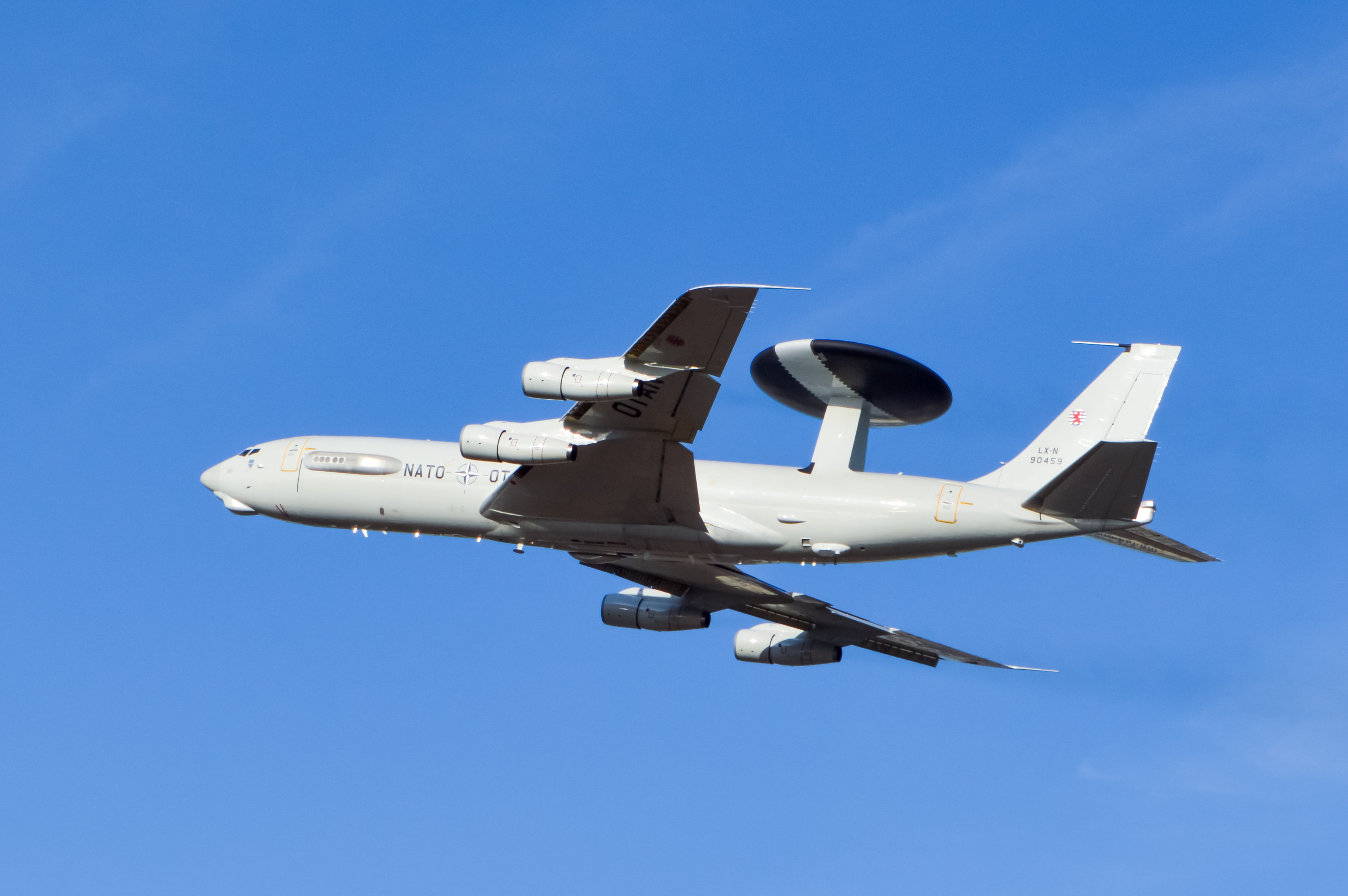
E-3A NATO

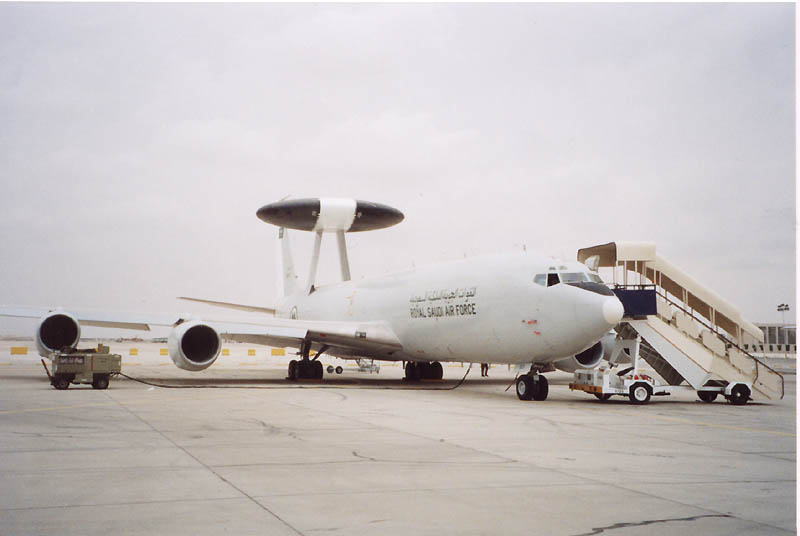
E-3A ВВС Саудовской Аравии

США
- ВВС США: 2 E-3B Sentry, 1 E-3C Sentry и 17 E-3G Sentry по состоянию на 2024 год[4].

 Великобритания
- Королевские ВВС Великобритании:3 E-3D Sentry по состоянию на 2024 год[5]. До этого в разное время в составе 8, 23, 54 и 56-й эскадрилий.

 Саудовская Аравия
- Королевские ВВС Саудовской Аравии: 5 E-3A (6-е авиакрыло, эскадрильи №№ 18, 19, 23, база "Принц Султан", Эль-Хардж) по состоянию на 2024 год[6].

 Франция
- ВВС Франции: 4 E-3F Sentry 36-й эскадрильи "Берри" по состоянию на 2024 год[7]; авиабаза Авор.

 Чили
- ВВС Чили: 3 E-3D Sentry по состоянию на 2024 год[8], куплены у Великобритании[9][10][11].